# Képes Újság (folyóirat, 1945)
Képes Újság eredetileg kétheti megjelenésre tervezett illusztrált politikai, irodalmi és művészeti folyóirat 1945-ben; székhelye: Kolozsvár.

## Története
Az ünnepélyes 1945. május 1-i nyitástól 1945 október 15-ig – kellő papírfedezet hiányában – mindössze 8 száma jelent meg. Kiadta az Igazság, a Kommunisták Romániai Pártja (KRP) napilapja. Főszerkesztője Nagy István, a szerkesztőség tagja volt Méliusz József, Tamás Gáspár és Simó Gyula. Gazdag képanyaga a hazai és nemzetközi eseményekről számolt be, így a háborús rombolásokról és az újjáépítésről, a hitlerista haláltáborokról és a néptörvényszékek működéséről, újra megindult üzemek életéről, a Magyar Népi Szövetség (MNSZ) és a Frontul Plugarilor kongresszusairól, Petőfi-ünnepekről, gyermekvédelemről.
A lapban eredeti szépirodalmi írásokkal és riportokkal Asztalos István, Horváth István, Jékely Zoltán, Kiss Jenő, Méliusz József, Somlyai László, Szabédi László, Szentimrei Jenő, Tamás Gáspár, Tompa István szerepelt, bel- és külpolitikai cikkekkel Jakab Zsuzsa, Jordáky Lajos, Kallós Tibor, Kőmüves Géza.
Több folytatásban jelent meg László Gyula Forradalmak az újkori művészetben c. tanulmánya és Nagy István Minden jog a szerzőé c. önéletrajzi regénye. Felvinczi Takács Zoltántól mű-történeti jegyzeteket közöltek, magyar fordításban jelentették meg Dr. Petru Groza börtönnaplóját. Tudományos közlésekkel Teofil T. Vescan, egészségügyi cikkekkel Becski Irén jelentkezett, a zenei életről Szegő Júlia számolt be, a sportrovatot Androvics Sándor, a  Kolozsvári Munkás Sport Egyesület (KMSE) elnöke vezette, keresztrejtvényeket Bécsi Miklós szerkesztett.
Szemelvényeket találunk a lapban az orosz, francia, angol és német kortárs irodalomból, s Dumitru Corbea, Mihai Beniuc, Mihail Sadoveanu, George Coșbuc írásainak fordításával a Képes Újság haladó hagyományt folytatva a román–magyar kulturális együttélés számára nyitott új távlatokat. Az utolsó két számban feltett körkérdésre már készülő új munkáikról számolnak be az írók.
A húszoldalas, nagy formátumú folyóiratot a Kiss Márton igazgatása alatt álló kolozsvári Minerva Irodalmi és Nyomdai Műintézet Rt. állította elő. Eredeti művészeti anyagából kiemelkednek Reschner Gyula karikatúrái.